# (33337) Amberyang
(33337) Amberyang est un astéroïde de la ceinture principale.

## Description
(33337) Amberyang est un astéroïde de la ceinture principale. Il fut découvert le 10 novembre 1998 à Socorro (Nouveau-Mexique) par le projet LINEAR. Il présente une orbite caractérisée par un demi-grand axe de 2,32 UA, une excentricité de 0,10 et une inclinaison de 3,3° par rapport à l'écliptique.